# Сандја
Сандја Куивалаинен (фин. Sandhja Kuivalainen; 16. март 1991) је финска певачица, позната као представница Финске на Песми Евровизије 2016. године.

## Биографија
Сандја је рођена у Хелсинкију, 16. марта 1991. године. Мајка јој је индо-гвајанског порекла, а отац финског. 15. новембра 2013. године Сандја је објавила своју прву песму Hold Me. 7. марта 2014. је објавила песму Gold, а 23. маја је објавила први албум, такође под називом Gold. 2015. је остварила сарадњу са Брендоном Бауером у песми The Flavor.
12. јануара 2016. је објављено да ће Сандја бити једна од 18 учесника финског националног избора за Песму Евровизије Uuden Musiikin Kilpailu 2016. Пласирала се у финале у којем је победила и постала представница Финске на Песми Евровизије 2016. са песмом Sing It Away. На Песми Евровизије је наступила у првом полуфиналу из којег се није успела пласирати у финале. У полуфиналу је била 15. са 51 освојеним поеном. 19. априла 2016. је објавила свој други албум Freedom Venture.

## Дискографија
- Hold Me (2013)
- Gold (2014)
- My Bass (2015)
- The Flavour (2015) (са Брендоном Бауером)
- Seven Billions Hearts (2016)
- The Chase (2016)
- Sing It Away (2016)
- Love me High (2016)
- We Go On (2017) (feat. Gracias & Ekow)